# Zona econòmica exclusiva

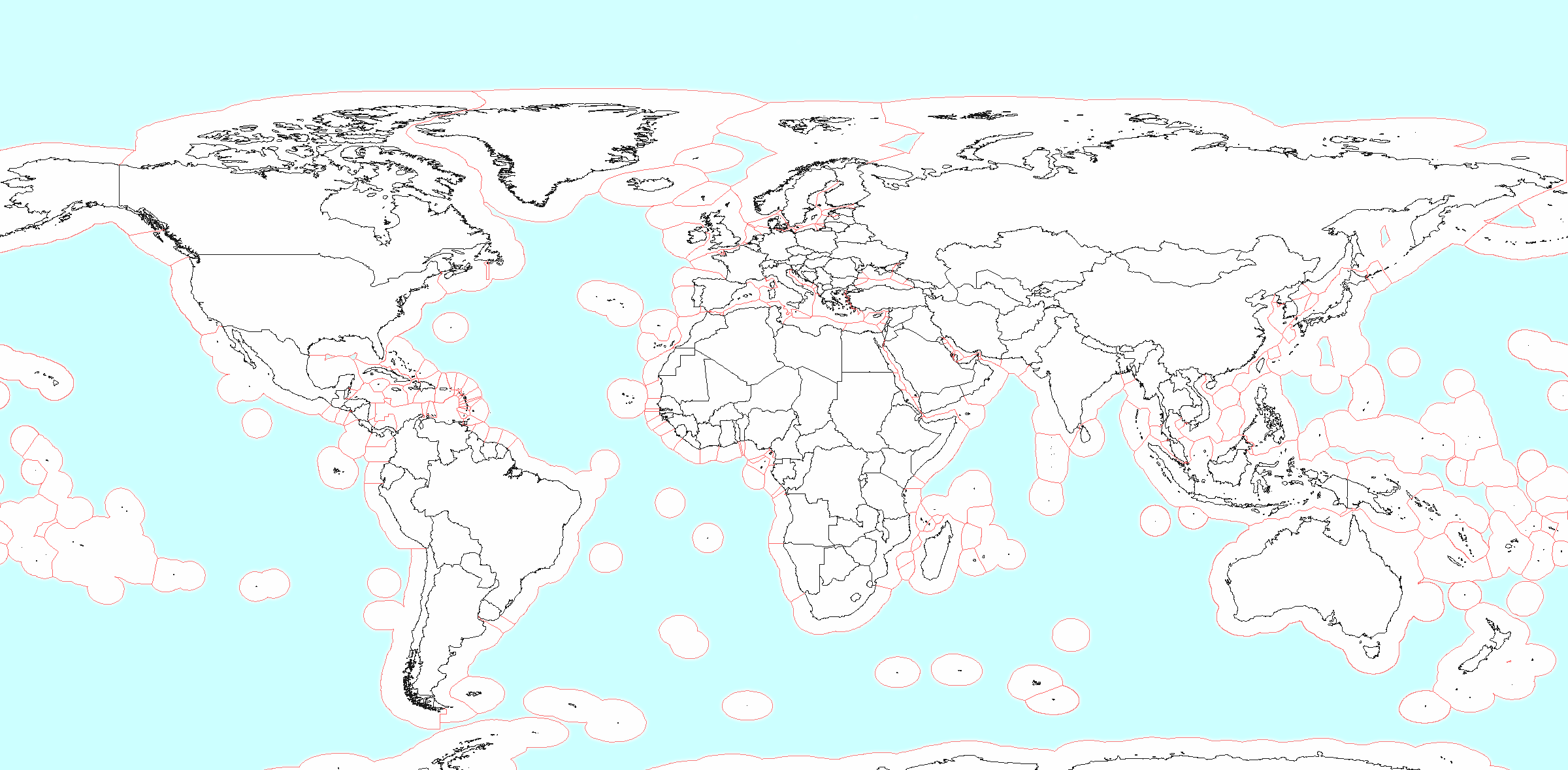
Les zones econòmiques exclusives dels Estats del món, en blanc

La zona econòmica exclusiva, també coneguda com a mar patrimonial, és l'àrea del mar sobre la qual l'Estat costaner té drets sobre l'exploració i l'ús dels recursos marítims. S'estén des del límit exterior del mar territorial fins a una distància màxima de 200 milles nàutiques (370,4 km), que es mesuren a partir de les línies de base i de manera perpendicular a aquestes. Es va reconèixer en la Convenció de les Nacions Unides sobre el Dret de la Mar de 1982.
L'excepció són els casos en què les zones econòmiques exclusives se sobreposen; és a dir, que les línies de base de costa entre dos estats són a menys de 400 milles nàutiques de distància. Quan això és el cas, els Estats mateixos han de delimitar-ne les fronteres, de llurs zones econòmiques exclusives. En termes generals, qualsevol punt sobre una àrea de sobreposició passa a l'Estat més proper. Els Estats també tenen el dret al llit marí fins a 350 milles nàutiques des de la costa, si aquesta s'estén més enllà de la zona econòmica exclusiva, tot i que no en forma part.